# Breite Straße 44 (Glindenberg)

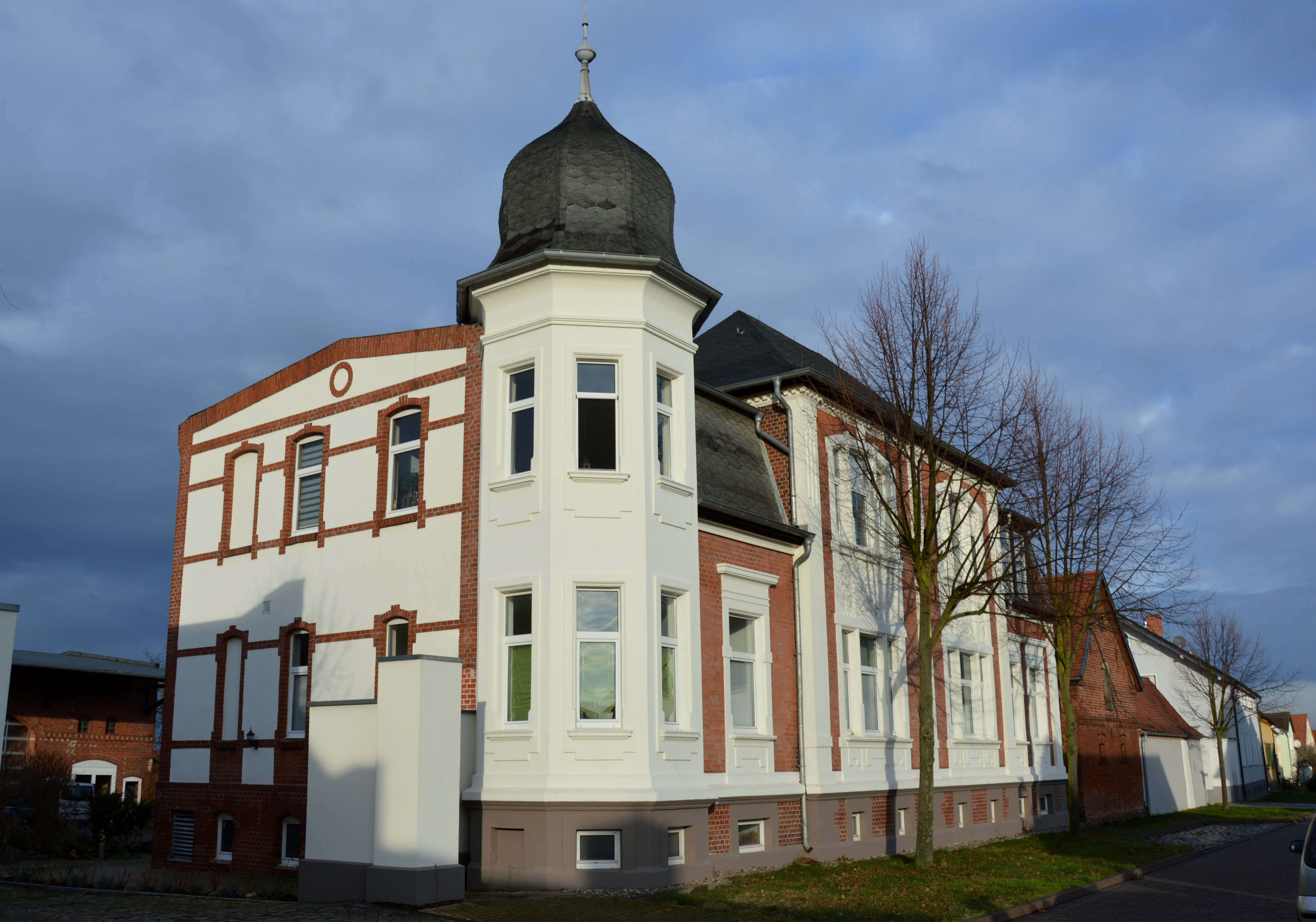
Hof Breite Straße 44

Der Hof Breite Straße 44 ist ein denkmalgeschützter Bauernhof im zur Stadt Wolmirstedt in Sachsen-Anhalt gehörenden Dorf Glindenberg.

## Lage
Die Hofanlage befindet sich auf der Westseite der Breiten Straße im Ortszentrum von Glindenberg, schräg gegenüber der Einmündung des Deichtorwegs.

## Architektur und Geschichte
Der große Vierseitenhof wird zur Straße hin von einem zweigeschossigen Wohnhaus abgeschlossen, das an eine Villa erinnert. An der südöstlichen Ecke wird das Erscheinungsbild der Villa von einem Eckturm auf polygonalem Grundriss dominiert. Der Turm ist mit einer Schweifhaube bedeckt. Die Fassade des Ziegelbaus ist durch Putzelemente in Formen des Jugendstils gegliedert, wobei florale und geometrische Elemente zum Einsatz kommen. Der zum Hof gehörende Wirtschaftsbau südlich des Wohnhauses ist als einfacher Ziegelbau mit einem flachen Stufengiebel errichtet. Die Bauzeit liegt um das Jahr 1910.
Im örtlichen Denkmalverzeichnis ist der Bauernhof unter der Erfassungsnummer 094 75206 als Baudenkmal verzeichnet.